# 111丁目駅 (IRTフラッシング線)
111丁目駅 (111ちょうめえき、英語: 111th Street) はニューヨーク市地下鉄IRTフラッシング線の駅である。クイーンズ区コロナの111丁目とルーズベルト・アベニューの交差点に位置し、7系統が終日停車する。

## 歴史

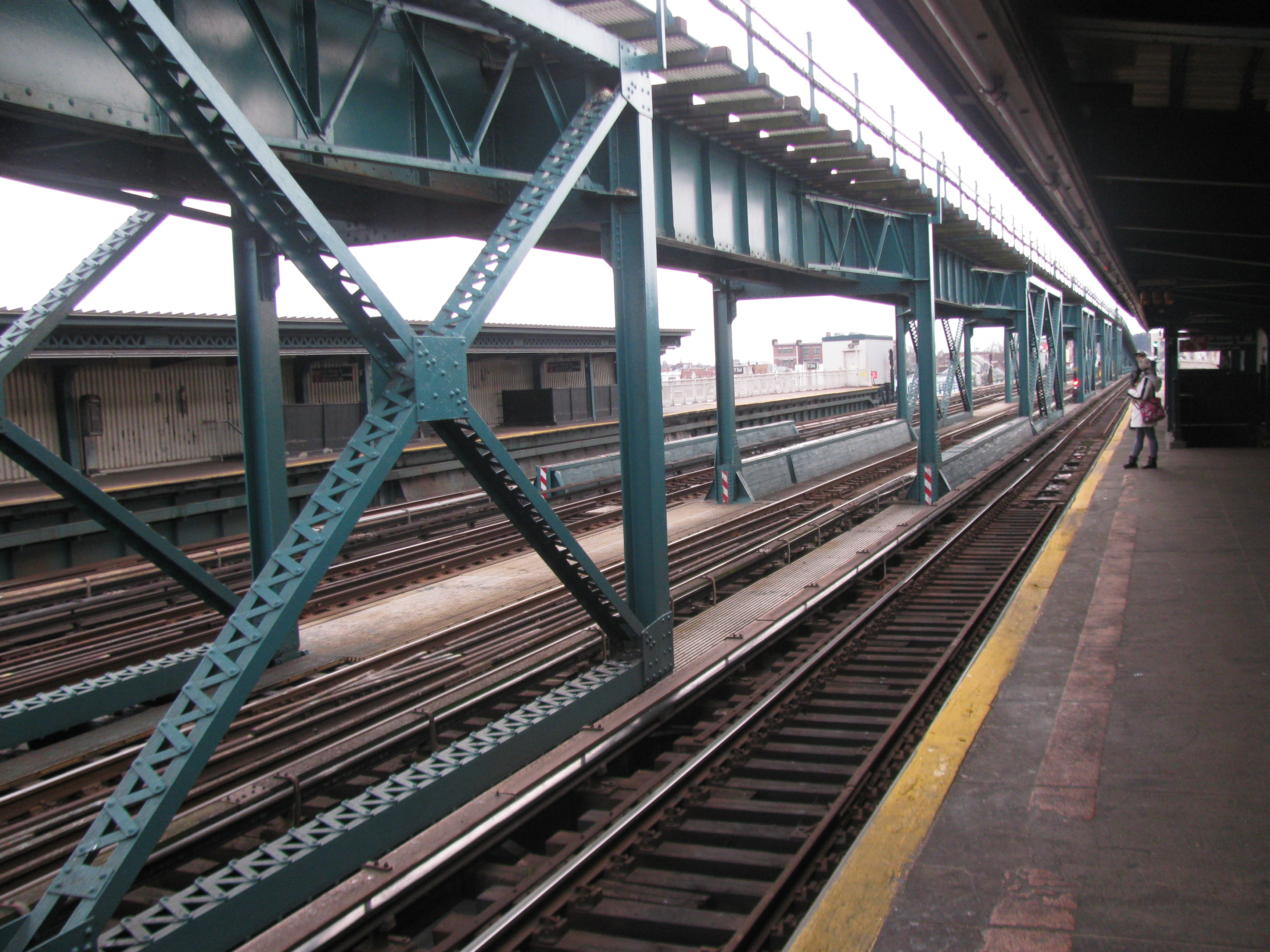
駅の上を通過する急行線

駅は1925年10月13日に開業、アルバーティス・アベニュー駅（現：103丁目-コロナ・プラザ駅）との間でシャトル列車の運行がなされていた。シャトル列車はマンハッタン行きの線路を使用して運行された。1927年5月7日にはウィレッツ・ポイント・ブールバード駅（現：メッツ-ウィレッツ・ポイント駅）まで、1928年1月21日には現在の終点であるフラッシング-メイン・ストリート駅まで延伸された。
駅のホームは1955年から1956年にかけて11両編成の列車に対応するために延長工事を行った。

## 駅構造
| L3 急行線   | 混雑方向急行線               | ← ラッシュ時混雑方向：通過 →                                                                                  |
| L2 ホーム階 | 相対式ホーム、右側ドアが開く | 相対式ホーム、右側ドアが開く                                                                                  |
| L2 ホーム階 | 南行緩行線                   | ← 34丁目-ハドソン・ヤード駅ゆき（103丁目-コロナ・プラザ駅）                                                   |
| L2 ホーム階 | 引上線                       | ← 定期列車なし                                                                                                |
| L2 ホーム階 | 引上線                       | → 定期列車なし →                                                                                              |
| L2 ホーム階 | 北行緩行線                   | → フラッシング-メイン・ストリート駅ゆき（メッツ-ウィレッツ・ポイント駅） → → ラッシュ時一部列車：当駅止まり → |
| L2 ホーム階 | 相対式ホーム、右側ドアが開く | |
| M           | 改札階                       | 改札、駅員詰所、メトロカード自動券売機                                                                        |
| G           | 地上階                       | 出入口 |

この駅は相対式ホーム2面と緩行線2線、急行線1線と引込線2線を備えた2面5線の駅である。急行線は他の4線よりも高い位置にある。中央の2線は旅客列車の入線は無くコロナ車両基地への引込線として使用されている。そのためコロナ車両基地へ回送するために当駅止まりとなっている列車もある。この駅のように急行線が他の線路より高い位置を通過する構造の駅は19世紀から20世紀にかけて開業したIRTの高架駅では一般的な構造であった。しかし、この駅の北側では車両基地への分岐線があるために他の駅では見られない珍しい配線をしている。駅から北へ向かうとまず引込線が南北緩行線と接続する。その後急行線が降下してくると反対に北行緩行線が上昇する。その後引込線は1線が本線方向へと別れた後に北行緩行線の下を通り車両基地へと別れ、最後に南行緩行線が上昇し南北緩行線と急行線、引込線からの1線が同じ高さで複々線となりメッツ-ウィレッツ・ポイント駅へと続く。
この駅には北行ホームの南端を除いて外壁があり、北行ホーム南端は代わりに高いフェンスがある。また、屋根の支持方法はフラッシング線では珍しくBMT東部地区で見ることができる形態となっている。

### 出口
改札階とホームを結ぶ階段は木製で、改札口の床はコンクリート製である。また、改札内で南北ホームを行き来することも可能である。ホームには黒地に白で「111th Street」と書かれた駅名標があるほか、「Hall of Science.」と書かれた5ブロック先にあるニューヨーク・ホール・オブ・サイエンスの案内看板もある。
- 階段1つ、111丁目とルーズベルト・アベニューの交差点北東[15]。
- 階段1つ、111丁目とルーズベルト・アベニューの交差点北西[15]。
- 階段1つ、111丁目とルーズベルト・アベニューの交差点南東[15]。
- 階段1つ、111丁目とルーズベルト・アベニューの交差点南西[15]。
- 階段1つ、112丁目とルーズベルト・アベニューの交差点北西[15]。
- 階段1つ、112丁目とルーズベルト・アベニューの交差点南側[15]。